# Télefo

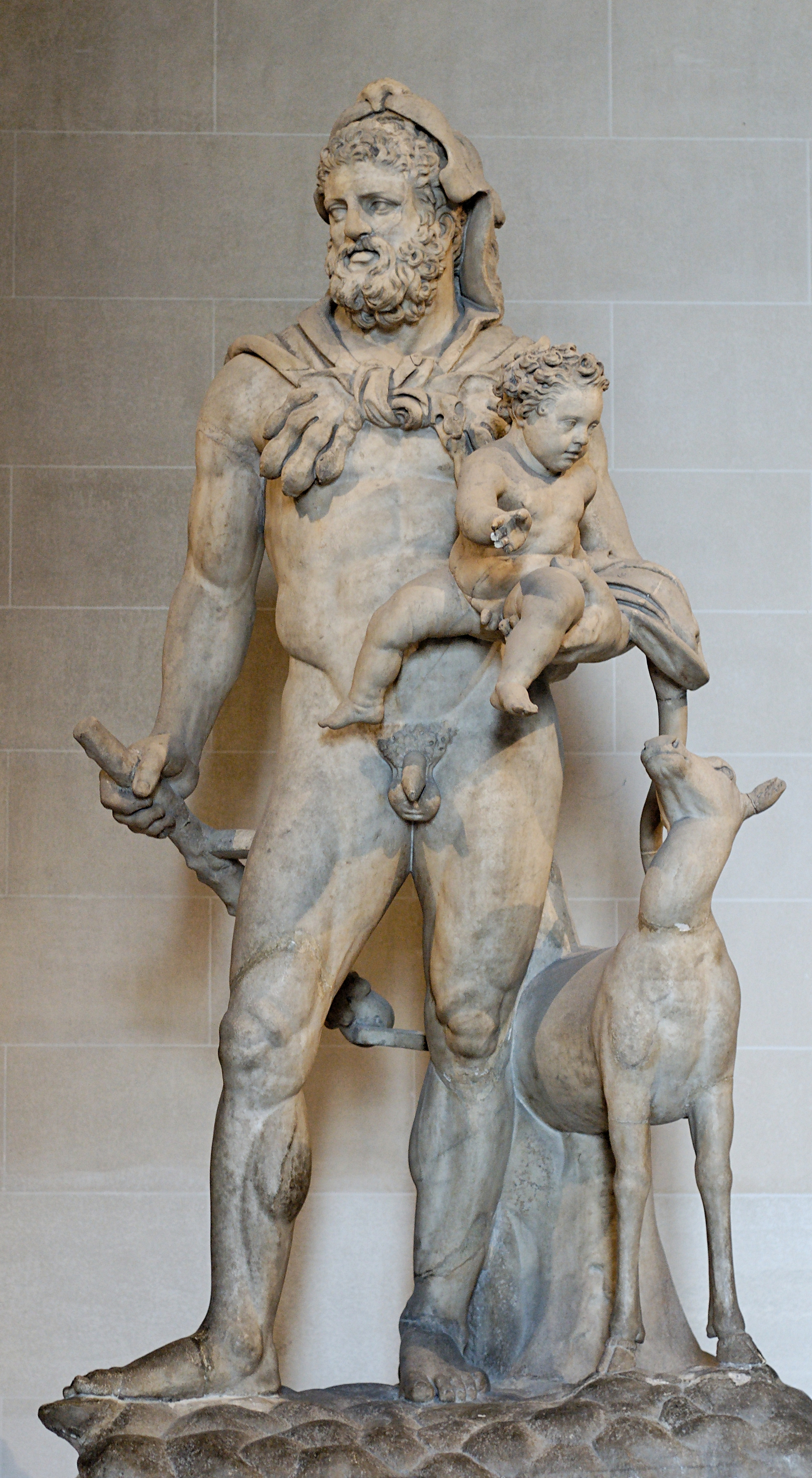
Héracles com Télefo bebê.

Na mitologia grega, Télefo (em em grego: Τήλεφος "que brilha longe") era um dos Heráclidas, os descendentes de Héracles.